# File Juicer
File Juicer är en mjukvara för Mac OS som gör det möjligt att extrahera jpg, png, gif, bmp, wav, aiff, mpg, flv och text från i stort sett vilka filer som helst, till exempel ur webbläsarens cache.
Övriga användningsområden är korrupta filer, gamla filer som inte längre kan öppnas samt mejlbilagor i okänt format. Dessutom är programmet behändigt om man har problem med att läsa innehållet på digitalkamerans minneskort.